# MX大島中継局
MX大島中継局（エムエックスおおしまちゅうけいきょく）は、東京都大島町（伊豆大島）に置かれていた東京メトロポリタンテレビジョン（TOKYO MX）の中継局である。
本項では島内にあるMX単独中継局である大島岡田と大島泉津の両中継局についても併せて記述する。

## 概要
- 同地に置かれているデジタルテレビの中継局については、伊豆大島デジタルテレビ中継局を参照のこと。

## 中継局概要
| 放送局名       | チャンネル | 空中線電力        | ERP       | 放送対象地域 | 放送区域内世帯数 | 備考                                                               |
| 大島中継局     |            |                   |           |              |                  |                                                                    |
| TOKYO MX       | 34ch       |                   | 音声270W  | 東京都       | 不明             | アナアナ変換により2004年7月15日から8月10日の期間内に19chから変更。 |
| 大島岡田中継局 |            |                   |           |              |                  |                                                                    |
| TOKYO MX       | 32ch       | 映像1W/ 音声250mW |           | 東京都       | 不明             | アナアナ変換により2004年7月15日から7月20日の期間内に25chから変更。 |
| 大島泉津中継局 |            |                   |           |              |                  |                                                                    |
| TOKYO MX       | 46ch       |                   | 音声420mW | 東京都       | 不明             |                                                                    |

- 2011年7月24日をもってすべて廃止された。